# Direktorat za obveščevalno službo
Direktorat za obveščevalno službo (špansko: Dirección de Inteligente, DI), splošno znan kot G2 in do leta 1989 imenovan kot Dirección General de Inteligente (DGI), je glavna državna obveščevalna agencija oz. tajna policija, ki jo vodi kubanska komunistična vlada. DI je konec leta 1961, kmalu po kubanski revoluciji, na pobudo Fidela Castra ustanovilo kubansko ministrstvo za notranje zadeve. DI je odgovorna za celotno zbiranje tujih obveščevalnih podatkov in obsega šest oddelkov, razdeljenih v dve kategoriji, to sta operativni oddelek in podporni oddelek. Cilj organizacije je predvsem zagotavljati nadzor nad življenjem ljudi na Kubi. Ta se nahaja na križišču ulic Linei in A. Vedado. 
Manuel "Redbeard" Piñeiro je bil prvi direktor DI, njegov mandat pa je trajal od ustanovitve leta 1961 do konca leta 1964. Še izmed najvišjih vodij, ki sodeluje z DI, je bil sedaj že upokojeni general Jesús Bermúdez Cutiño. Po korupcijskih sojenjih in usmrtitvah Arnalda Ochoe in Joséja Abrantesa Fernándeza leta 1989 je bil premeščen z vodje vojaške obveščevalne službe (DIM) na ministrstvo za notranje zadeve. Trenutni vodja DI je Eduardo Delgado Rodríguez.
Skupno število ljudi, ki delajo za tajno policijo DI, je približno 15.000.